# NGC 5165
NGC 5165 est une vaste galaxie lenticulaire située dans la constellation de la Vierge. Sa vitesse par rapport au fond diffus cosmologique est de 7 181 ± 29 km/s, ce qui correspond à une distance de Hubble de 105,9 ± 7,4 Mpc (∼345 millions d'al). NGC 5165 a été découverte par l'astronome allemand Wilhelm Tempel en 1883.